# Museu Juan Manuel Blanes
O Museu Municipal de Belas Artes Juan Manuel Blanes está localizado na Avenida Millán, Prado, em Montevidéu, Uruguai. Este museu é especializado em História da Arte Nacional.

## História do prédio
Juan Bautista Raffo, cônsul italiano no Uruguai, encomendou a construção de sua moradia ao engenheiro Juan A. Capurro em 1870. A quinta ocupa um quarteirão delimitado pela Avenida Millán, a rua Mauá e o córrego Miguelete, cujas margens e arredores constituíam um lugar de caminhadas e encontro da classe alta em determinadas épocas do ano. Integra o conjunto de grandes e majestosas casas (muitas já desaparecidas, outras incorporadas a parques e passeios públicos), que no final do século XIX foram construídas nas margens do córrego Miguelete, que atravessa Montevidéu de norte a sul e deságua na baía, a poucos quilômetros da capital. A arte de construir, expressa o historiador uruguaio Horacio Arredondo, teve ali um amplo campo para as suas realizações, e foi onde explodiu os mais variados estilos. A euforia nacional esqueceu completamente seu ambiente e sua origem hispânica. Surgiram construções neogóticas, do renascimento francês e do italiano, vilas romanas, estilos ingleses e franceses, até pompeianos e chineses, mas predominou ali o gosto por vilas italianas, nobres, graves, imponentes e este bom gosto estendeu-se aos jardins, que se encheram de mármores, estátuas e fontes, e importaram as mais variadas e raras espécies de árvores e plantas.

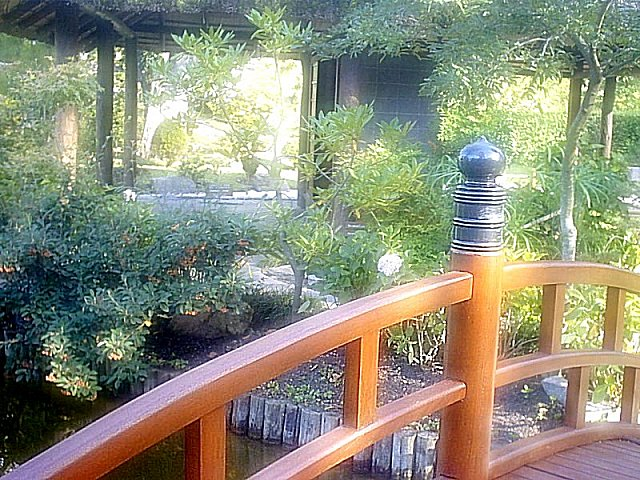
O Jardim japonês do Museu Juan Manuel Blanes.

O edifício, rodeado por um parque, desenvolveu-se de frente para a Avenida Millán e de costas para a ponte das Duranas, um dos únicos pontos para cruzar o córrego, localização privilegiada tanto em acessibilidade quanto em valorização social. Instalado no meio do parque, o edifício tem claras referências formais com as moradias construídas pelo arquiteto renascentista italiano Andrea Palladio, tanto em sua planimetria, como em sua organização compositiva, na que se diferenciam claramente base, construção e acabamento. A linguagem utilizada responde também ao repertório formal clássico: colunatas, balaustradas e lintéis fazem referência a ele.
O projeto era de um edifício de um só andar, com parapeito de balaústres adornado com estátuas, galerias com arcadas laterais e um terraço frontal espaçoso com parapeito também de balaústres, adornado com grandes vasos de plantas, que é acessado através de uma escadaria frontal ao pórtico central da entrada, sustentado por quatro colunas jônicas. O classicismo e a simetria da construção são retomados pela resolução do jardim da frente, cujo acesso é feito de tal maneira que ao percorrer o caminho que acompanha o grande canteiro circular central, somos forçados a mudar a nossa perspectiva à medida que se aproxima do acesso ao edifício, introduzindo assim um elemento tempo na composição.
Os melhores materiais foram utilizados em sua construção: finos estuques nos interiores; balaústres, colunatas e degraus de mármore de Carrara, madeiras nobres e ferragens de excelente qualidade. Tudo dentro de uma harmonia de linhas externas que lhe deu  lugar de destaque entre as mais belas residências do final do século. O parque, chamado Jardim dos Artistas (Jardín de los Artistas), que continha exemplares vegetais únicos no país, provavelmente foi originalmente desenhado por Pedro Margat, o principal dos horticultores uruguaios do século XIX. Este jardim desenvolveu-se de acordo com as orientações do paisagismo francês, e incluía uma série de espaços com diferentes equipamentos: pérgulas, áreas para piquenique, lago artificial, cascatas. Estas obras complementam o conjunto e acompanham a vida mais livre e focada no exterior, que se dava a essas quintas, em que o social excedia ao usual da maioria das casas.

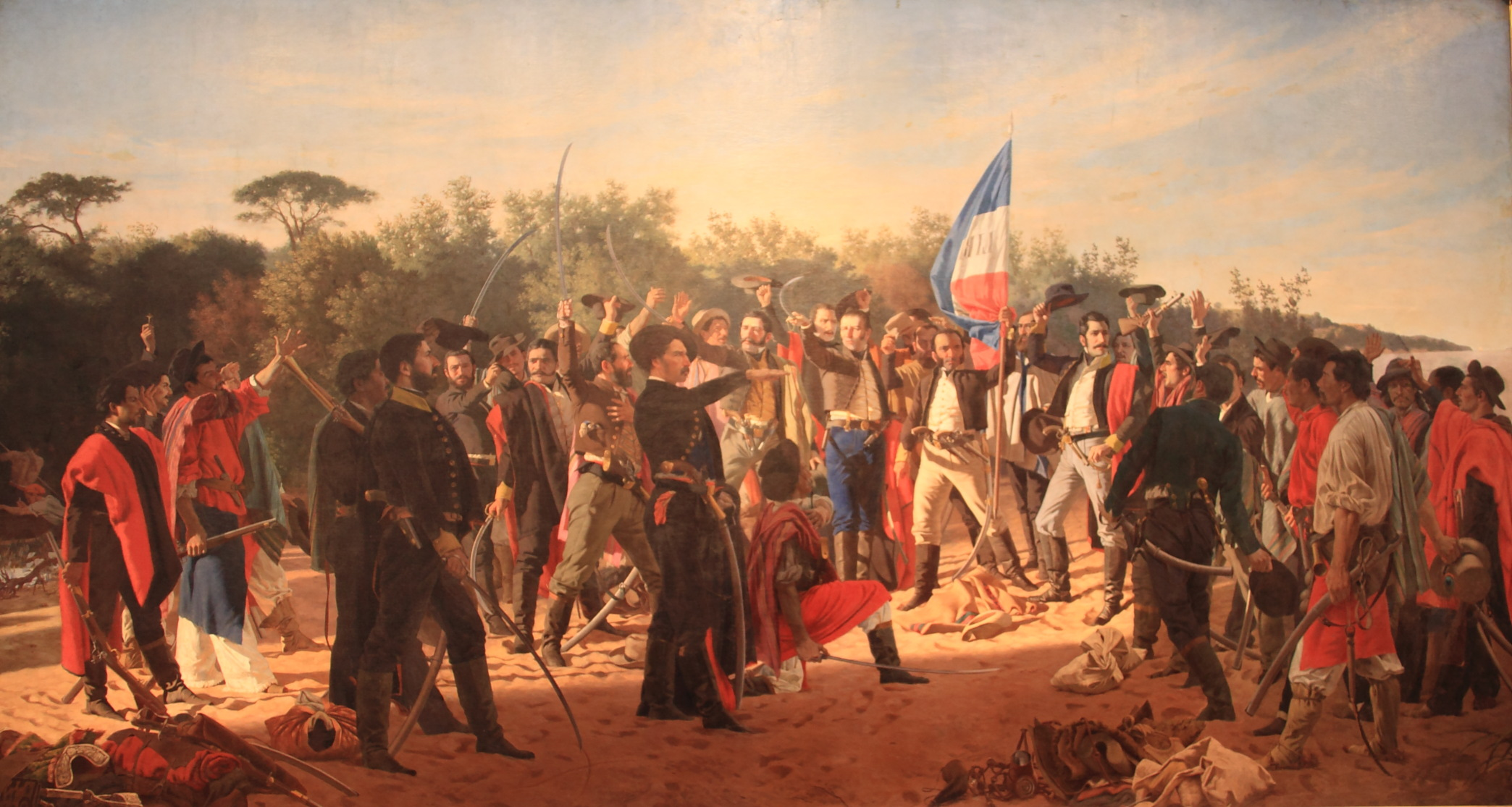
El Juramento de los Treinta y Tres Orientales, óleo de Juan Manuel Blanes.

Em 1929, o arquiteto Baroffio projetou uma reforma e ampliação com o fim de adaptar o edifício a seu novo destino. Foi quando construiu-se duas grandes salas de exposições, com iluminação natural, que se desenvolvem de forma simétrica ao longo do eixo longitudinal do edifício, afetando as simetrias laterais, mas não a da fachada, e são organizadas em torno de um pátio central descoberto, caracterizado por um lago e enriquecido por diversos conjuntos de níveis. Cercam este pátio de um pórtico de arcos em forma de claustro, cujo lado posterior é também uma galeria aberta, também em arcos, com fileira dupla de colunas, através da qual pode-se ver o jardim que estende-se até as proximidades de córrego Miguelete. Esta ampliação, marcada por uma forte simetria, mostra-se cautelosa quanto à introdução de novas abordagens e linguagens.
Embora a construção tenha ocorrido muito distante do período renascentista, é evidente a influência desse estilo em toda a concepção do edifício. A busca pela harmonia, beleza, o uso das artes plásticas, a localização do edifício de acordo com o meio ambiente e em completa harmonia com ele, o uso de elementos clássicos, como as colunas jônicas, mas em um jogo diferente de composição, a simetria e a estrutura tripartida. Além disso, deve-se levar em conta que a referência feita pertence ao Renascimento.
Neste museu pode-se ver uma das pinturas mais emblemáticas da história do Uruguai "O Juramento dos Trinta e Três Orientais" (El Juramento de los Treinta y Tres Orientales) por Juan Manuel Blanes
Em seu exterior encontra-se o único jardim japonês do Uruguai.

## Salas
- Sala Juan Manuel Blanes - Coleção permanente: Juan Manuel Blanes (1830-1901)
- Sala Pedro Figari - Coleção permanente: Pedro Figari (1861-1938)
- Claustro para espetáculos, com excelente acústica.
- Librería y Tienda no pátio de aceso (criada e administrada pelos Amigos do Museu Blanes desde 1993)
- Espacio Cultural Barradas, , exteriores do museu.
- Jardín Japonés, exteriores do museu.